# Montehermoso
Montehermoso (asztur-leóni nyelven Montermosu extremadurai nyelven Montelmosu) község a spanyolországi Extremadura autonóm közösség Cáceres tartományában. A várost a 13. században alapították Gallisteo uradalom részeként. Ekkor 15-20 család lakott itt. Az uradalom megszűnésekor, 1837-ben vált függetlenné.
Lakossága a 2009-es népszámlálás adatai alapján 5799 fő, területe pedig 59,48 km².

## Népesség
- 1950 4994
- 1960 6006
- 1970 6412
- 1981 5408
- 1991 5247
- 2000 5356
- 2001 5545
- 2002 5493
- 2003 5616
- 2004 5654
- 2005 5623
- 2006 5668
- 2007 5710

A település lakosságának változását az alábbi diagram mutatja:
| Lakosok száma | 5545 | 5654 | 5668 | 5799 | 5819 | 5855 | 5817 | 5739 | 5680 | 5586 |
|               | 2001 | 2004 | 2006 | 2009 | 2011 | 2014 | 2016 | 2019 | 2021 | 2024 |

## Kultúra
- 2007 és 2008 júliusában ez a város adott helyt a MomtehRockShownak.
- Augusztus 23. és 26. között van Szent Bertalan ünnepe.Augusztus 24-e a városban szünnap.

## Sport
- A város labdarúgócsapata a Club Polideportivo Montehermoso.Jelenleg a Tercera Divisiónban játszanak, ahová 2009-ben jutottak fel.
- A város biciklicsapatát, a Montehermoso Bicikli Klubot 1995-ben alapították.

## Látnivalói
- Iglesia de Nuestra Señora de la Asunción
- Fuente del Ronco
- Museu Etnográfico
- Parque Tematíco de Extremadura
- Plaza de Toros
- Parque Municipal Príncipe Felipe
- Cuevas del Tio Andares
- Fuente del Ronco

## A város szülöttei
- Eugenio Fuentes, regényíró